# Астерикс (спутник)
«Астерикс» (фр. Astérix) — первый французский искусственный спутник Земли, предназначался, в первую очередь, для испытания ракеты-носителя. Был запущен с французского космодрома Хаммагир в Алжире 26 ноября 1965 года с помощью сконструированной самостоятельно французской ракеты-носителя «Диамант-А». Спутник первоначально назывался А-1, позднее, после выхода на орбиту, был переименован в Astérix — в честь героя комиксов. Посредством этого запуска Франция стала третьей самостоятельной страной сумевшей осуществить космический запуск и вывести на орбиту национальный спутник (после СССР и США).

## История

### Предыстория
С 1965 по 1975 годы во Франции проводились интенсивные работы по реализации национальной космической программы. Так, в этот период были спроектированы и созданы свои собственные ракеты-носители «Диамант», при помощи которых были выведены на орбиты 10 малых спутников, предназначенных для научных исследований и измерений. Запуски первоначально осуществлялись на базе космодрома в алжирском Хаммагире, а после того, как Алжир стал независимым государством, с нового космодрома Куру в департаменте Гвиана в северо-восточной части Южной Америки. После прекращения запусков ракет «Диамант» французская космическая программа была фактически заморожена, однако начиная с 1978 года работы вновь были интенсифицированы, а Франция стала одной из ведущих космических держав, но уже в качестве лидера Европейского космического агентства, основанного в современном виде в 1975 году со штаб-квартирой в Париже. После этого основные силы и средства были направлены на разработку общеевропейского семейства космических ракет «Ариан».

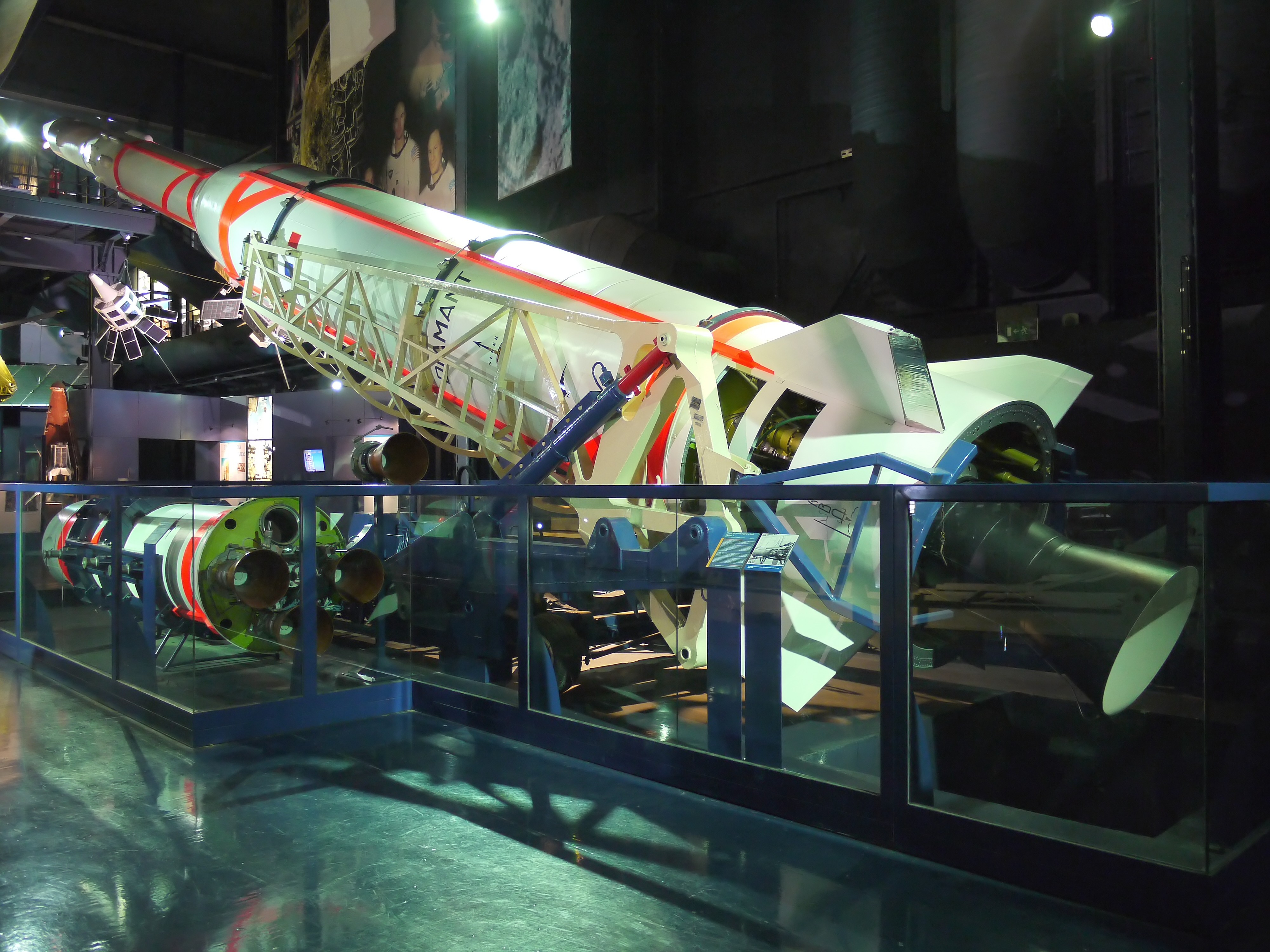
Первая французская ракета-носитель «Диамант» в Музее авиации и космонавтики в Ле Бурже

Кроме фактора международного престижа, свою роль в развёртывании космической программы сыграли противостояние времён «холодной войны», а также независимая политика «обороны по всем азимутам», которую проводил президент Пятой республики Шарль де Голль. Эти факторы оказали непосредственное влияние на интенсивное развёртывание в 1960-е годы самостоятельной программы национальных стратегических ядерных сил и аэрокосмической отрасли Франции. Французские власти стремились ограничить зависимость от наднациональных структур во главе с США и НАТО, роль которых в западноевропейских делах де Голль намеревался снизить. Ещё за несколько месяцев до назначения его на пост премьер-министра (01.06.1958—08.01.1959) и последующего президентства, он заявил, что считает и намерен добиваться: «возвращение к независимости Нации по отношению ко всем и во всех областях». Как и в СССР и в США французская космическая программа была напрямую связана с ядерной и военными задачами. В 1958 году администрация де Голля форсировала развитие самостоятельной военной ядерной программы. 3 ноября 1959 года де Голль выступил с речью в Центре высших военных исследований, в которой заявил, что главная цель ядерной программы заключается в создании национальных ударных сил на основе ядерного оружия, которое могло быть задействовано в любой точке земного шара. В феврале 1960 года, уже через два года после прихода де Голля к власти, в пустыне Сахара, на территории тогда ещё французского Алжира (полигон Регган), было проведено первое успешное испытание национального ядерного взрывного устройства «Синий тушканчик», что позволило стране стать четвёртым членом ядерного клуба. Естественно, что для полноценного обладания и использования ядерного оружия необходимо было иметь средства его доставки, в связи с чем французская ракетно-космическая программа получила новый импульс развития.

### Создание
Разработка баллистических ракет для военных и космических целей во Франции началась ещё в 1949 году, что было осуществлено по инициативе Комитета по вооружениям Генеральной дирекции по вооружению (фр. la Direction générale de l'armement, DGA). Как в США и СССР, в разработке ракеты использовались опыт и наработки инженерно-технических работников Третьего рейха, принимавших участие в проекте создания немецкой баллистической ракеты V2 (Фау 2). Разработкой ракеты в качестве подрядчика была назначена Лаборатория баллистических и аэродинамических исследований (фр. Laboratoire Recherches Balistiques и Aerodynamiques, LRBA), расположенная в нормандском Верноне, недалеко от Парижа. В 1952 году с аэродрома Вернон был осуществлён запуск первой французской ракеты-носителя «Вероника» (фр. Véronique). Это был ещё технически несовершенный образец — неуправляемая ракета на жидком топливе сумела оторваться от земли на 3 м. Эта ракета-носитель, созданная с учётом особенностей немецкой Фау-2, в дальнейшем сумела продемонстрировать свою эффективность и надёжность, а её характеристики нашли применение в космической программе Франции.  
В 1959 году для реализации военной ядерной программы, с целью создания баллистических ракет была учреждена специально созданная частная компания «Société pour I'Étude et la Réalisation d'Engins Balistiques» (Общество по изучению и исследованиям баллистических ракет).   Согласно первому проекту национального космического носителя, представленного в мае 1960 года, предполагалось создание трёхступенчатой ракеты способной нести полезный груз в размере 25 кг. В итоге был спроектирована ракета-носитель «Диамант», которая была разработана на базе военной программы «Драгоценные камни» (фр. Pierres précieuses). За основу который были взяты французские ракеты: «Агат» (фр. Agathe), «Топаз» (фр. Topaze), «Изумруд» (фр. Emeraude), «Рубин» (фр. Rubis) и «Сапфир» (фр. Saphir). К 1961 году масса полезной нагрузки была увеличена до 50 кг для орбиты 300 км, проектные решения базировалось на эксплуатации крупных ракет на жидкостных ракетных двигателях «Изумруд» и «Сапфир».  2 августа 1961 года президент де Голль одобряет проект создания спутника и ракеты-носителя, которая должна его вывести на околоземную орбиту, а также учреждение французского космического агентства — Национального центра по изучению космического пространства (фр. Centre national d'études spatiales, CNES). В рамках программ исследования верхних слоёв атмосферы и налаживания производства ракет имеющих военный характер национальный Научно-исследовательский авиационный институт  (фр. Office National d'Etudes et des Recherches Aeronautiques, ONERA) осуществил несколько сотен запусков высотных ракет (Antares, Baranis), число которых к 1961 году достигло около трёхсот. Этот опыт позволил наладить выпуск малой серией первой во Франции управляемой ракеты «Топаз», ещё имеющей экспериментальный характер. Эта ракета-носитель применялась в качестве первой ступени перспективной французской баллистической ракеты средней дальности (БРСД). Так, в таком качестве «Топаз» был использован в марте 1962 года, когда был осуществлён запуск двух двухступенчатых ракет «Агат», который был способен поднять макет боеголовки на высоту около 70 км и после чего спустить его на землю посредством парашюта. Дальнейшие разработки велись на базе ракет «Изумруд» VE. 121 (первая ступень) и «Топаз» VE. 111 (вторая ступень), которые вместе образовывали ракету-носитель «Сапфир» VE. 231, предназначенную для отработки разделения первой и второй ступени. На её основе был создан проект экспериментального космического носителя «Диамант-A». Для этого носителя был разработан отсек оборудования, третья ступень и головной обтекатель, внизу которого была вмонтирована «технологическая капсула» А-1, спроектированная для контроля за функционированием оборудования ракеты во время выхода на заданную орбиту.    

## Запуск и полёт
Запуск космического РН «Диамант-А» готовился на базе французского ракетного испытательного центра Хаммагир, который был создан в апреле 1947 года в пустыне Сахара на военной базе Коломб-Бешар (фр. Colomb-Bechar). Плановый запуск состоялся 26 ноября 1965 года, во время которого «Диамант-А» успешно стартовал со спутником «А-1» на борту ракеты. Через 93 секунды после старта, находясь на высоте 43 км  жидкостный ракетный двигатель первой ступени закончил работу, а через 2 секунды первая ступень отделилась, после чего был задействован твердотопливный ракетный двигатель (ТТРД) второй ступени, который проработал 44 секунды, подняв ракету-носитель на высоту 166 км. На 149-й секунде был отделён головной обтекатель, а отработанная вторая ступень была сброшена на 280 секунде. Двигатель третьей ступени включился на 437-й секунде полёта, проработав 55 секунд. Спутник отделился от пустой последней ступени на 619-й секунде и вышел на околоземную орбиту. Уже после успешного запуска спутнику присвоили героя популярных комиксов, созданных французскими художником Альбером Удерзо и писателем Рене Госинни — вымышленного галла Астерикса.   
Посредством этого запуска Франция стала третьей самостоятельной страной, сумевшей осуществить космический запуск и вывести на орбиту национальный спутник (после СССР и США).

## Параметры спутника
- Диаметр спутника — 500 мм
- Масса — 42 кг

## Аппаратура, установленная на спутнике
Оборудование для контроля третьей ступени ракеты-носителя «Диамант-А», радиомаяк (136,530 Мгц) и химические батареи на 15 суток работы. Радиомаяк прекратил работу 28 ноября 1965 года. Научными приборами спутник оснащён не был, так как основной задачей полёта было испытание космической ракеты.

## Параметры полёта
- Наклонение орбиты — 34,24°
- Период обращения — 108,61 мин.
- Перигей — 527 км.
- Апогей — 1808 км.